# Troglohyphantes nigraerosae
Troglohyphantes nigraerosae este o specie de păianjeni din genul Troglohyphantes, familia Linyphiidae, descrisă de Brignoli, 1971.
Este endemică în Italia. Conform Catalogue of Life specia Troglohyphantes nigraerosae nu are subspecii cunoscute.